# Schlierberg (Langfurth)
Schlierberg (fränkisch: Schliaberch) ist ein Gemeindeteil der Gemeinde Langfurth im Landkreis Ansbach (Mittelfranken, Bayern). Schlierberg liegt in der Gemarkung Langfurth.

## Geografie
Das Dorf liegt auf einem Hochplateau, dem sogenannten Buckfeld. 0,5 km nordwestlich erhebt sich der Schlierberg (531 m ü. NHN). Südlich des Orts fließt der Kesselbach, der mit dem Grundbach zum Langfurther Mühlbach zusammenfließt, der ein linker Zufluss der Sulzach ist. Im Westen liegen die Waldgebiete Große und Kleine Röt, im Osten das Waldgebiet Ochsenschlag und im Südosten der Herrenwald. Dort gibt es eine Schlucht, die als Geotop ausgezeichnet und als Naturdenkmal geschützt ist. Eine Gemeindeverbindungsstraße führt nach Beyerberg zur Staatsstraße 2248 (1,7 km östlich) bzw. nach Stöckau (2,1 km südwestlich).

## Geschichte
Aus der Siedlungsgeschichte und Flurstruktur lässt sich schließen, dass der Ort höchstwahrscheinlich im 12. Jahrhundert als Vorwerk zum königlich-staufischen Landgut Beyerberg gegründet wurde. Er gilt als Stammort der spätpatrizischen Dinkelsbühler Familie Schlierberger. Erstmals urkundlich erwähnt wurde Schlierberg vielleicht 1337, sicher 1387. Der Ortsname verweist auf den dort anzutreffenden Feuerletten (schlier = Lehm).
Schlierberg liegt an einem gekrümmt aufsteigenden Bachtal, der Krampakehl, die bei der Grenzbeschreibung der Gaugrenze des fränkischen Sualagaus und des alamannischen Riesgaus, zugleich auch der Grenze des Bistums Augsburg und Eichstätt als Landmarke eine Rolle spielte. In der Beschreibung 1595 heißt es „... und den Schlierberger Grund auf und Schlierberg, das Weiler, linker Hand liegen lassen ...“
Gegen Ende des 18. Jahrhunderts gab es in Schlierberg 10 Anwesen und 1 Gemeindehirtenhaus. Das Hochgericht übte das ansbachische Oberamt Wassertrüdingen aus, die Dorf- und Gemeindeherrschaft hatte das ansbachische Verwalteramt Forndorf. Grundherren waren das Verwalteramt Forndorf (4 Halbhöfe, 2 Güter), die Reichsstadt Dinkelsbühl (Benefizium St. Veit: 1 Söldengut; Prädikaturpflege: 1 Hof) und das eichstättische Kastenamt Ornbau (1 Gut, 1 Gütlein). Von 1797 bis 1808 unterstand der Ort dem Justiz- und Kammeramt Wassertrüdingen.
Im Rahmen des Gemeindeedikts wurde Schlierberg dem 1809 gebildeten Steuerdistrikt und Ruralgemeinde Oberkemmathen (am 11. November 1968 in Langfurth umbenannt) zugeordnet.

### Einwohnerentwicklung
| Jahr      | 001818 | 001840 | 001861 | 001871 | 001885 | 001900 | 001925 | 001950 | 001961 | 001970 | 001987 | 002007 | 002012 | 002016 |
| Einwohner | 62     | 59     | 67     | 71     | 58     | 59     | 60     | 64     | 53     | 50     | 51     | *41    | *39    | *36    |
| Häuser    | 11     | 11     |        |        | 11     | 11     | 11     | 11     | 11     |        | 10     |        |        |        |
| Quelle    | [ 14 ] | [ 15 ] | [ 16 ] | [ 17 ] | [ 18 ] | [ 19 ] | [ 20 ] | [ 21 ] | [ 22 ] | [ 23 ] | [ 24 ] | [ 25 ] | [ 25 ] | [ 25 ] |

## Religion
Der Ort ist seit der Reformation evangelisch-lutherisch geprägt und bis heute nach St. Walburgis und St. Nikolaus (Beyerberg) gepfarrt. Die Einwohner römisch-katholischer Konfession sind nach Herz Jesu (Bechhofen) gepfarrt.